# 比恩氏瓦鰈
比恩氏瓦鰈為輻鰭魚綱鰈形目鰈亞目瓦鰈科瓦鰈屬的其中一種，分布於中西大西洋新英格蘭南部至墨西哥海域，棲息深度155-1636公尺，體長可達10.7公分，棲息在大陸棚及大陸坡，生活習性不明。